# Noc oczyszczenia: Anarchia
Noc oczyszczenia: Anarchia (ang. The Purge: Anarchy) – amerykański horror z 2014 roku w reżyserii Jamesa DeMonaco, sequel filmu Noc oczyszczenia (2013).

## Obsada
- Frank Grillo jako Leo Barnes
- Carmen Ejogo jako Eva Sanchez
- Zach Gilford jako Shane
- Kiele Sanchez jako Liz
- Justina Machado jako Tanya
- Zoë Soul jako Cali
- John Beasley jako Rico Sanchez
- Michael K. Williams jako Carmelo
- Jack Conley jako Big Daddy
- Nicholas Gonzalez jako Carlos
- Roberta Valderrama jako Lorraine
- Niko Nicotera jako Roddy
- Brandon Keener jako pan Grass
- Chad Morgan jako Janice